# Активно-реактивный снаряд

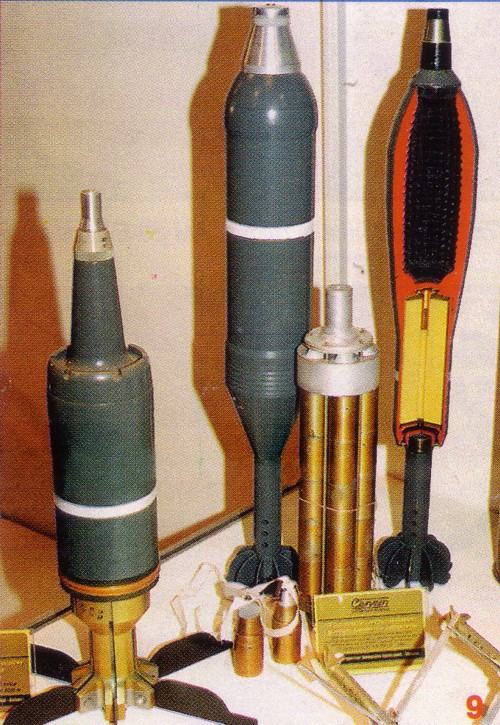
Артиллерийская мина в разрезе (Активно-реактивный снаряд польского производства).)

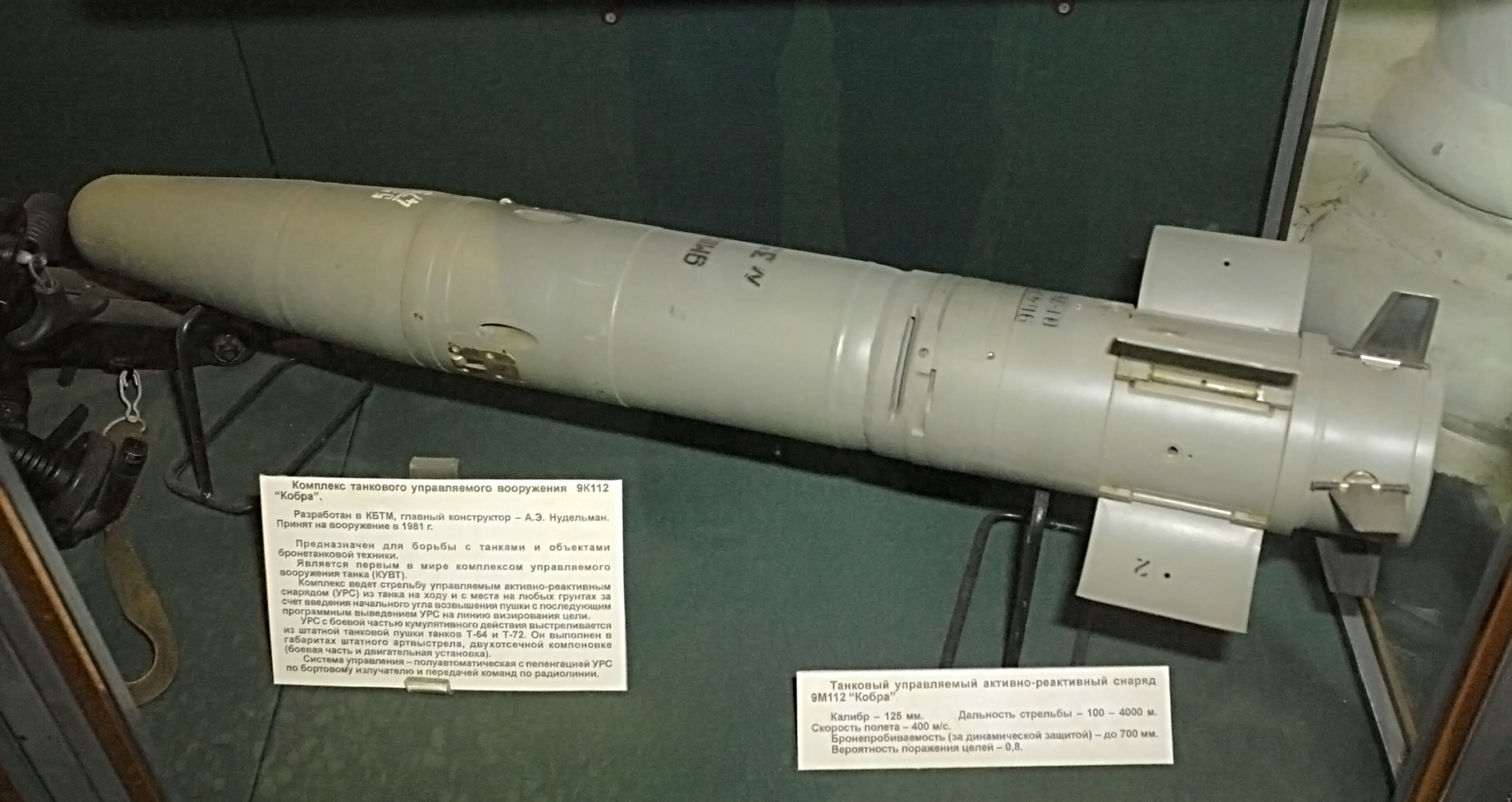
Танковый управляемый активно-реактивный снаряд 9М112 «Кобра».

Активно-реактивный снаряд — один из видов артиллерийских снарядов, в котором объединены свойства активного и реактивного снарядов.
Начальную скорость активно-реактивного снаряда (АРС) сообщают газы, образующиеся от сгорания метательного заряда в каморе орудия. На траектории начинает работать реактивный двигатель, сообщая снаряду дополнительную скорость. Зажигание двигателя может быть произведено после выхода снаряда из ствола с помощью системы зажигания, встроенной в корпус, либо с помощью высокой температуры газов от метательного заряда. АРС имеет значительно бо́льшую дальность полёта снаряда по сравнению с обычным (активным) снарядом того же калибра, но меньшую кучность (за исключением корректируемых). Применение АРС позволяет либо увеличить дальнобойность при фиксированной массе орудия, либо уменьшить массу орудия при фиксированной дальности. 
Несмотря на некоторое сходство, АРС не следует путать со снарядами с донными газогенераторами, поскольку у последних газогенератор, не сообщая снаряду значительной дополнительной скорости, предназначен только для снижения аэродинамического сопротивления за счёт устранения разрежения, образующегося за донной частью снаряда.  
Дальность полёта АРС САУ 2С7 «Пион» калибра 203 мм составляет 47,5 км, обычного снаряда — 37,5 км; вес — 103 кг.
Известно о том, что во время Великой Отечественной войны Е. С. Гуревич работал над созданием ГАРС (Гуревича АРС) для гладкоствольных охотничьих ружей у партизан, который позволял бы бороться с легкобронированной и небронированной техникой противника.

## Виды и типы
- 9М112 «Кобра»
- XM982 Excalibur